# Apotolamprus darainaensis
Apotolamprus darainaensis là một loài bọ cánh cứng trong họ Bọ hung (Scarabaeidae).